# بیموهلن
بیموهلن (به آلمانی: Bimöhlen) یک شهر در آلمان است که در زگه‌برگ واقع شده‌است. بیموهلن ۹۵۴ نفر جمعیت دارد.